# Seznam památných stromů v okrese Louny
Toto je seznam památných stromů v okrese Louny, v němž jsou uvedeny památné stromy na území okresu Louny.
| Název                                 | Obrázek                       | Umístění                                                    | Druh               | Obvod [v cm] | Kód wikidata     | Galerie                                                      | Poznámka |
| ------------------------------------- | ----------------------------- | ----------------------------------------------------------- | ------------------ | --- | ---------------- | ------------------------------------------------------------ | --- |
| Dub pod Blatenským svahem             |                               | Blatno u Podbořan 50°5′41″ s. š., 13°22′45″ v. d.           | dub letní          | 600 | 101852 Q26787306 | Kategorie „Dub pod Blatenským svahem“ na Wikimedia Commons   | Poblíž hřbitova, pod lesem |
| Akát ve Cítolibech †                  |                               | Cítoliby 50°19′50″ s. š., 13°48′45″ v. d.                   | trnovník akát      | 300 | 101847 Q26787303 |                                                              | V obci na dvoře u fary. Ochrana památného stromu byla zrušena 30. srpna 2018 |
| Jilm u vodárny                        |                               | Černčice u Loun 50°21′58″ s. š., 13°49′46″ v. d.            | jilm vaz           | 486 | 104702 Q26789337 |                                                              | V břehovém porostu na pravé straně Ohře u čerpací stanice |
| Tisovec v Holedči                     |                               | Holedeč 50°16′46″ s. š., 13°33′42″ v. d.                    | tisovec dvouřadý   | 85 | 101855 Q26787308 |                                                              | V obci v parku |
| Buk u Ročova †                        |                               | Horní Ročov                                                 | buk lesní          | 350 | 101851           |                                                              | Na okraji lesa nad Třebockým potokem, cca 3 m od křižovatky lesních cest; v r. 2002 poškozen bleskem, zůstalo torzo s jednou větví |
| Hrušeň u Křížů                        |                               | Horní Ročov 50°15′3″ s. š., 13°46′15″ v. d.                 | hrušeň obecná      | 140 | 105446 Q26790040 |                                                              | V zahradě usedlosti čp. 108 |
| Lípa u sv. Vojtěcha                   |                               | Horní Ročov 50°15′19″ s. š., 13°46′30″ v. d.                | lípa velkolistá    | 490 | 101864 Q26787317 |                                                              | V obci u kapličky |
| Lípa v Ročově                         | Památná lípa v obci Ročov.    | Horní Ročov 50°15′14″ s. š., 13°46′26″ v. d.                | lípa malolistá     | 450 | 101863 Q26787316 | Kategorie „Lípa v Ročově“ na Wikimedia Commons               | Na návsi před hostincem |
| Tis v Ročově                          | Památný tis v obci Ročov.     | Horní Ročov 50°15′11″ s. š., 13°46′20″ v. d.                | tis červený        | 130 | 101854 Q26787307 |                                                              | V obci v bývalé zahradě (dnes jídelna ZD) |
| Jírovec u Kleinova statku             | Jírovec u Kleinova statku     | Konětopy u Pnětluk 50°15′57″ s. š., 13°43′51″ v. d.         | jírovec maďal      | 294 | 105488 Q12027553 | Kategorie „Jírovec u Kleinova statku“ na Wikimedia Commons   | Na prostranství na opukové zídce před statkem |
| Dub ve Svinkách †                     |                               | Kozly u Loun                                                | dub letní          | & Chyba ve výrazu: Neočekávaný operátor / Chyba ve výrazu: Neočekávaný operátor / Chyba ve výrazu: Neočekávaný operátor / Chyba ve výrazu: Neočekávaný operátor / Chyba ve výrazu: Neočekávaný operátor / Chyba ve výrazu: Neočekávaný operátor / Chyba ve výrazu: Neočekávaný operátor / Chyba ve výrazu: Neočekávaný operátor / Chyba ve výrazu: Neočekávaný operátor / Chyba ve výrazu: Neočekávaný operátor / Chyba ve výrazu: Neočekávaný operátor / Chyba ve výrazu: Neočekávaný operátor / Chyba ve výrazu: Neočekávaný operátor / Chyba ve výrazu: Neočekávaný operátor / Chyba ve výrazu: Neočekávaný operátor / -1.0000-0 | 105316           |                                                              | neuvedena |
| Goethův dub †                         |                               | Krásný Dvůr                                                 | dub letní          | 900 | 104458 Q12018356 | Kategorie „Goethův dub“ na Wikimedia Commons                 | V zámeckém parku u rybníka |
| Jilm od Lenešické tůňky               |                               | Lenešice 50°22′28″ s. š., 13°44′43″ v. d.                   | jilm vaz           | 440 | 105144 Q26789700 | Kategorie „Jilm od Lenešické tůňky“ na Wikimedia Commons     | V břehovém porostu poblíž Lenešické tůně |
| Dub u silnice Líčkov                  |                               | Líčkov 50°16′48″ s. š., 13°37′30″ v. d.                     | dub letní          | 650 | 101860 Q26787313 |                                                              | Na okraji komunikace pod zámkem |
| Dub u třešňovky Líčkov                |                               | Líčkov 50°16′49″ s. š., 13°37′41″ v. d.                     | dub letní          | 450 | 101861 Q26787314 |                                                              | Na mezi u bývalé třešňovky, u starého lomu |
| Masarykova lípa                       |                               | Líšťany 50°18′45″ s. š., 13°47′58″ v. d.                    | lípa malolistá     | 226 | 106306 Q73602056 |                                                              | Uprostřed obce u rybníka |
| Dub letní v Lounech                   |                               | Louny 50°22′ s. š., 13°47′32″ v. d.                         | dub letní          | 376 | 101836 Q26787293 | Kategorie „Dub letní v Lounech“ na Wikimedia Commons         | V oboustranném stromořadí v zahrádkářské lokalitě v ulici Dobroměřická |
| Dub letní v Lužeradech                |                               | Louny 50°22′6″ s. š., 13°48′50″ v. d.                       | dub letní          | 430 | 105143 Q26789699 |                                                              | Na levém břehu řeky Ohře v porostu, na trase naučné stezky |
| Jinan v Lounech                       |                               | Louny 50°21′19″ s. š., 13°47′46″ v. d.                      | jinan dvoulaločný  | 183 | 101838 Q26787296 | Kategorie „Jinan v Lounech“ na Wikimedia Commons             | Vlevo před vstupem do areálu Obchodní akademie a Střední zemědělské školy |
| Linda Na brodech †                    |                               | Louny 50°22′7″ s. š., 13°46′20″ v. d.                       | topol bílý         | 715 | 101858 Q26787311 |                                                              | Na levém břehu Ohře na hranici katastrů Lenešice a Dobroměřice, mezi lokalitou Na brodech a štěrkovnou u Dobroměřic. Ochrana památného stromu byla zrušena 30. prosince 2018 |
| Platan v parku TGM                    |                               | Louny 50°21′38″ s. š., 13°47′30″ v. d.                      | platan javorolistý | 252 | 101839 Q26787297 | Kategorie „Platan v parku TGM“ na Wikimedia Commons          | V parku T. G. Masaryka |
| Lípa v Nepomyšli                      |                               | Nepomyšl 50°12′40″ s. š., 13°19′4″ v. d.                    | lípa malolistá     | 320 | 101848 Q26787304 |                                                              | Na pahorku mezi obcí Nepomyšl a Dvérci, lokalita „U staré kaolínky“ |
| Borovice u studánky †                 | pařez bývalé památné borovice | Peruc 50°21′20″ s. š., 13°57′48″ v. d.                      | borovice lesní     | 230 | 104700           | Kategorie „Borovice u studánky (Peruc)“ na Wikimedia Commons | Na svahu po levé straně Débeřského potoka u studánky „V lázních“ za „dolejším mlýnem“ |
| Dub pod Perucí                        | památný dub letní pod Perucí  | Peruc 50°20′46″ s. š., 13°57′41″ v. d.                      | dub letní          | 410 | 104701 Q26789336 | Kategorie „Dub pod Perucí“ na Wikimedia Commons              | Na okraji porostu ve svahu pod obcí Peruc poblíž Oldřichova dubu |
| Oldřichův dub                         | Oldřichův dub                 | Peruc 50°20′46″ s. š., 13°57′47″ v. d.                      | dub letní          | 745 | 101865 Q2972101  | Kategorie „Oldřichův dub“ na Wikimedia Commons               | Nad potokem u silnice, pod zámkem v Peruci |
| Dub v bažantnici                      |                               | Petrohrad 50°7′56″ s. š., 13°26′52″ v. d.                   | dub letní          | 607 | 101844 Q11833029 |                                                              | Na okraji bažantnice u cesty za bytovkami |
| Petrohradský dub                      | Dub v Petrohradě              | Petrohrad 50°7′19″ s. š., 13°26′6″ v. d.                    | dub letní          | 900 | 101853 Q12045173 | Kategorie „Petrohradský dub“ na Wikimedia Commons            | V zámeckém parku u křížku vpravo, u silnice Stebno-Petrohrad |
| Jírovec u rybníka                     |                               | Pnětluky 50°15′ s. š., 13°42′15″ v. d.                      | jírovec maďal      | 320 | 104699 Q15406825 | Kategorie „Jírovec u rybníka“ na Wikimedia Commons           | V obci na návsi u rybníka-požární nádrže |
| Dub u Nové Vsi                        |                               | Podbořanský Rohozec 50°12′18″ s. š., 13°16′53″ v. d.        | dub letní          | 580 | 101835 Q26787292 |                                                              | Na levé straně hráze Velkého rybníka u Nové Vsi |
| Dub v Podbořanském Rohozci            |                               | Podbořanský Rohozec 50°12′38″ s. š., 13°14′37″ v. d.        | dub letní          | 620 | 101834 Q26787291 |                                                              | Jihozápadně od obce v lokalitě „U dubu“ |
| Glaserův dub                          |                               | Podbořanský Rohozec 50°12′57″ s. š., 13°15′45″ v. d.        | dub letní          | 322 | 106511           |                                                              | Na volně přístupné ploše uprostřed obce. |
| Památné stromy ve Stroupečku          |                               | Přívlaky 50°21′36″ s. š., 13°29′31″ v. d.                   | dub letní (12)     | & Chyba ve výrazu: Neočekávaný operátor / Chyba ve výrazu: Neočekávaný operátor / Chyba ve výrazu: Neočekávaný operátor / Chyba ve výrazu: Neočekávaný operátor / Chyba ve výrazu: Neočekávaný operátor / Chyba ve výrazu: Neočekávaný operátor / Chyba ve výrazu: Neočekávaný operátor / Chyba ve výrazu: Neočekávaný operátor / Chyba ve výrazu: Neočekávaný operátor / Chyba ve výrazu: Neočekávaný operátor / Chyba ve výrazu: Neočekávaný operátor / Chyba ve výrazu: Neočekávaný operátor / Chyba ve výrazu: Neočekávaný operátor / Chyba ve výrazu: Neočekávaný operátor / Chyba ve výrazu: Neočekávaný operátor / -1.0000-0 | 101849 Q26780517 |                                                              | Za obcí Stroupeč v lesním porostu pod přírodní památkou Stroupeč ve svahu nad zámečkem Stroupeček |
| Lípa u kaple v Sinutci                |                               | Sinutec 50°26′43″ s. š., 13°47′28″ v. d.                    | lípa malolistá     | 382 | 101845 Q26787302 | Kategorie „Lípa u kaple v Sinutci“ na Wikimedia Commons      | Na okraji osady vedle kaple sv. Víta |
| Buk v Bytinském lese                  |                               | Slavětín nad Ohří 50°20′50″ s. š., 13°55′46″ v. d.          | buk lesní          | 280 | 101840 Q26787298 |                                                              | Na mírném svahu v Bytinském lese mezi Perucí a Slavětínem |
| Dřezovec ve Slavětíně                 | Dřezovec ve Slavětíně         | Slavětín nad Ohří 50°21′3″ s. š., 13°54′24″ v. d.           | dřezovec trojtrnný | 150 | 101850 Q26787305 |                                                              | V obci naproti domu K. Biebla |
| Lípa nad travnatou cestou †           |                               | Smolnice u Loun 50°18′28″ s. š., 13°51′41″ v. d.            | lípa malolistá     | 310 | 101846           |                                                              | Na levé straně silnice od Toužetína ke Smolnici, v lokalitě s místním názvem „Nad travnatou cestou“ |
| Lípa u fary ve Smolnici               |                               | Smolnice u Loun 50°18′23″ s. š., 13°50′57″ v. d.            | lípa malolistá     | 360 | 101841 Q26787299 |                                                              | V jižní části obce, v zahradě u fary čp. 1 |
| Lípa zelená u kostela sv. Bartoloměje |                               | Smolnice u Loun 50°18′21″ s. š., 13°50′56″ v. d.            | lípa zelená        | 400 | 101842 Q26787300 | Kategorie „Green Linden in Smolnice“ na Wikimedia Commons    | V obci u kostela sv. Bartoloměje |
| Dub v Tuchořicích                     |                               | Tuchořice 50°17′24″ s. š., 13°39′36″ v. d.                  | dub letní          | 680 | 101859 Q26787312 |                                                              | Na okraji obce na hrázi rybníka, blízko zbořeniště drobné stavby; dvojkmen 416 cm, 495 cm |
| Lípa u hasičské zbrojnice             |                               | Úherce 50°17′53″ s. š., 13°57′9″ v. d.                      | lípa malolistá     | 227 | 14848            |                                                              | Výrazný solitérní strom, plnící řadu funkcí, s významnou estetickou, kulturní a krajinotvornou hodnotou. |
| Dub ve Velké Černoci                  |                               | Velká Černoc 50°12′24″ s. š., 13°35′31″ v. d.               | dub letní          | 534 | 101862 Q26787315 | Kategorie „Dub ve Velké Černoci“ na Wikimedia Commons        | Roste v lesním porostu, 10 metrů od potoka, u lesní cesty nedaleko hájovny. Dub je již ve velmi špatném zdravotním stavu. Jedná se o dožívající dřevinu. Kmen je z poloviny mrtvé dřevo, napaden hmyzem. V roce 2002 proběhla konzervace mrtvé části kmene a ošetření dutiny. V roce 2003 se odlomila další hlavní větev. V roce 2004 chyběla již třetina koruny, pod ulomenou částí chybí i kůra na kmeni. Dub je přesto ještě životný. Roku 2008 provedena sanace náletu v ochranném pásmu. |
| Dub letní Volenice                    |                               | Volenice u Počedělic 50°22′51″ s. š., 13°56′7″ v. d.        | dub letní          | 690 | 101837 Q26787295 |                                                              | Na levém břehu Ohře u jezu v Pátku |
| Lípa Doc. Antonína Pyška              |                               | Vroutek 50°10′55″ s. š., 13°22′54″ v. d.                    | lípa kavkazská     | 71 | 101843 Q26787301 |                                                              | V centru obce na náměstí |
| Jerlín japonský                       |                               | Žatec 50°19′23″ s. š., 13°32′51″ v. d.                      | jerlín japonský    | 275 | 101857 Q26787310 |                                                              | V zahrádce 2 m od budovy, u komunikace mezi domy a stadionem Mládí |
| Jinan v Žatci                         |                               | Žatec 50°19′28″ s. š., 13°32′40″ v. d.                      | jinan dvoulaločný  | 70 | 101856 Q26787309 |                                                              | V bývalé školní zahradě |
| Buk v Budlíně                         |                               | Žerotín u Panenského Týnce 50°14′49″ s. š., 13°50′46″ v. d. | buk lesní          | 382 | 101833 Q11362439 | Kategorie „Beech in Budlín (Žerotín)“ na Wikimedia Commons   | Na mýtině v lesním porostu u účelové komunikace v lokalitě V Budlíně |